# Wecktrommler

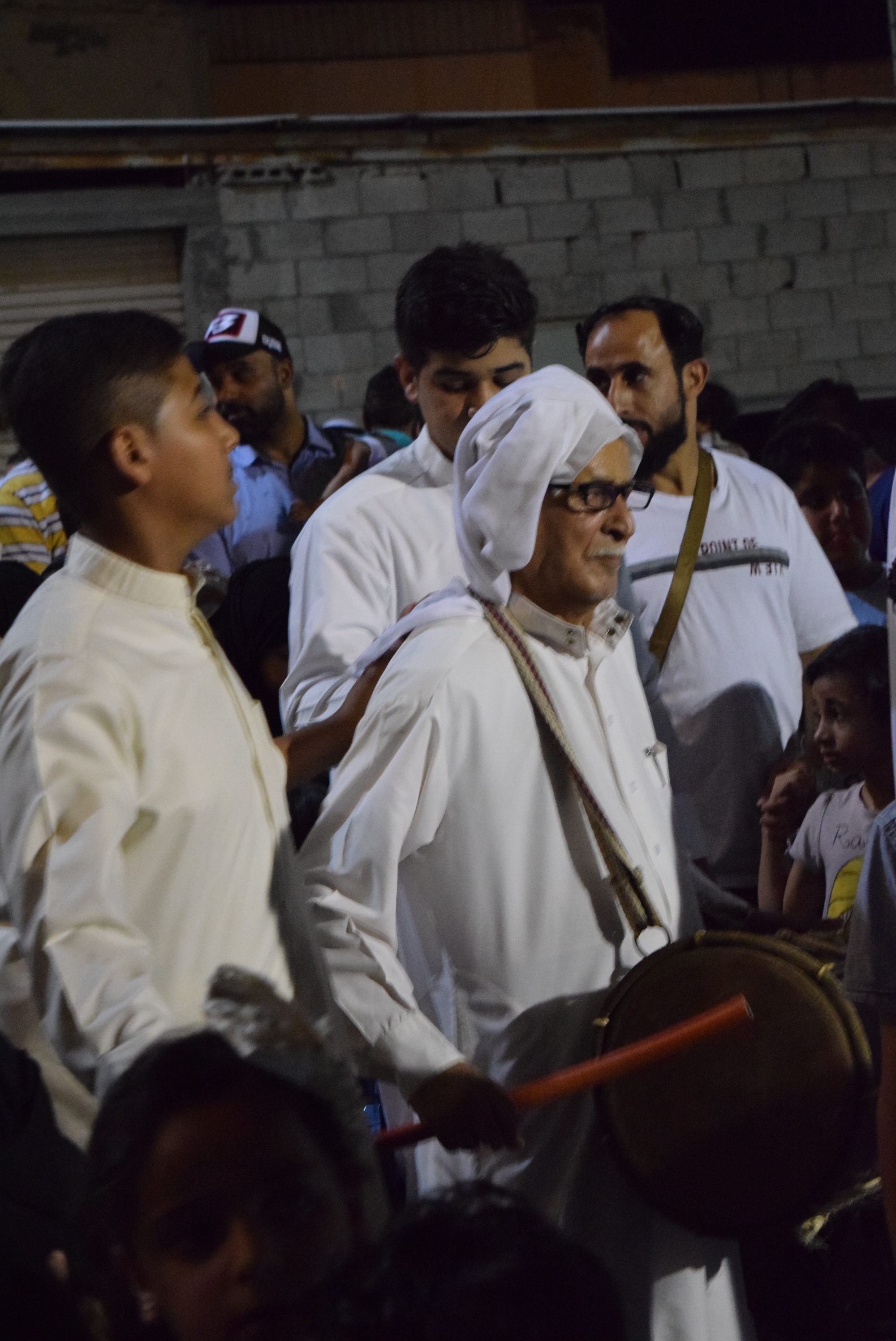
Ein Wecktrommler in Katif, Saudi-Arabien

Ein Wecktrommler, auch Ramadantrommler, (arabisch مسحراتي, DMG misaḥḥarātī oder auch arabisch مسحر, DMG musaḥḥir) soll während des Ramadan die Muslime durch Trommeln und Rufgesänge vor Sonnenaufgang wecken, damit diese ihr Suhurmahl vor dem Morgengebet einnehmen können. Es ist eine Tätigkeit mit einer jahrhundertealten Tradition, die jedoch ausstirbt. Verbreitet ist das Wecktrommeln u. a. in Ägypten, dem Sudan, Libyen, Tunesien, den Golfstaaten, der Türkei und Syrien. Wecktrommler beginnen etwa zwei Stunden vor dem Sonnenaufgang mit ihrem Rundgang durch Wohngebiete. Die Ausrufe sind regional unterschiedlich. Oft reimen sich die Rufgesänge. Inhaltlich beziehen sie sich auf Gott, den Fastenmonat Ramadan und das unmittelbar bevorstehende Suhurmahl, dem einem Hadith zufolge Segen innewohnt.

## Rufgesänge
Beliebt unter den Rufgesängen ist يا نايم وحّد الدّايم يا غافي وحّد الله / yā nāyim waḥḥid ad-dāyim, yā ġāfī waḥḥid Allāh / ‚Oh du Schlafender sprich das Einheitsbekenntnis über dem Beständigen aus, Oh du Schlummernder sprich das Einheitsbekenntnis über Gott‘.

## Wortherkunft
Musaḥḥir ist ein Aktivpartizip zu dem Verb saḥḥara, ‚jemanden zum Suhur aufwecken‘ oder ‚jemandem die Morgenmahlzeit reichen‘. Das Verb leitet sich von arabisch saḥr (Pl. asḥār) ab, es bedeutet ‚(Morgen-) Frühe, (Morgen-) Dämmerung‘.